# Geraldin Moreno
Geraldin Moreno (c. 1990-22 de febrero de 2014) fue una joven venezolana asesinada durante las protestas en Venezuela de 2014.

## Asesinato
El 19 de febrero de 2014, a las ocho de la mañana, se convocó a un cacerolazo en Naguanagua, en el estado Carabobo. Llegaron seis motocicletas de la Guardia Nacional disparando y Moreno corrió junto con otros protestantes. El sargento de segunda clase Francisco Caridad Barroso efectuó un disparo, que alcanzó a Geraldin en el cuerpo; otro sargento, Albin Bonilla, hizo un disparo que la alcanzó en la cara, haciéndole caer boca arriba, y acto seguido le dispara de nuevo directamente y una tercera vez al rostro de Geraldin, instado por otro compañero que según testigos le gritó «métele, métele». Su prima, Liseth Madía, declaró que los perdigones no eran de plástico, sino de hierro. El conductor de la motocicleta, Alexander López Vargas, declaró al Ministerio Público que Alvín Rojas admitió haberle disparado a «esa maldita». Moreno fallece tres días después el 22 de febrero a los 23 años de edad. La causa de muerte fue:
«Herniación de amígdalas cerebelosas y paro-cardiorrespiratorio debido a hemorragia, lesiones encefálicas y ocular y edema cerebral debido a fracturas craneofaciales por herida de disparo de arma de fuego de proyectiles múltiples facial-craneal».

## Investigaciones
Para febrero de 2015, entre las 43 muertes producidas durante las protestas solo cuatro estaban siendo investigadas: la de Bassil Da Costa, la de José Alejandro Márquez, la de Geraldin Moreno y la Adriana Urquiola, y ninguna había sido resuelta. Al menos 25 funcionarios de la Guardia Nacional Bolivariana estuvieron involucrados en el homicidio de Geraldin, pero solo cuatro fueron presentados por el caso, de los cuales dos fueron privados de libertad y los otros dos se encontraban bajo régimen de presentación. Un año después de su muerte, el juicio no había iniciado y había sido diferido ocho veces. En 2016 Albin Bonilla Rojas fue condenado a 30 años de prisión por la muerte de Geraldin Moreno, la pena máxima en Venezuela, mientras que el sargento Francisco Caridad fue condenado a 16 años y 6 meses de cárcel. Otros miembros del destacamento, cómplices de lo sucedido, incluido el teniente coronel Frank Osuna, recibieron promociones y condecoraciones después del incidente.

## Legado
El alcalde de Naguanagua, Alejandro Feo La Cruz, inauguró el parque municipal Geraldin Moreno en su honor, ubicada junto a la avenida Génesis Carmona en la urbanización Tazajal del estado Carabobo.